# Francesc Tutzó
Francesc Tutzó Bennàsar (Mahón, 1940) es un empresario y político español.
Ha desarrollado a lo largo de su vida una intensa labor empresarial en Menorca. Participó en las elecciones por el tercio familiar para concejal del ayuntamiento de Mahón que no fue elegido. En 1976 se integró en la Asociación Democrática Menorquina, en 1977 se constituyó Unión de Centro Democrático
Vinculado plenamente al ámbito político de las Islas Baleares,Fue candidato al Senado perdiendo y participó activamente en los primeros pasos del desarrollo estatutario desde la UCD. Terminada una corta actividad en la política estatal como Delegado del Gobierno en Menorca (1977 - 1978), formó parte desde sus inicios del Consejo General Interinsular (órgano preautonómico que llegó a presidir en 1982) formando parte de la Comisión de los Once encargada de elaborar el proyecto de Estatuto de Autonomía. Anteriormente, había sido consejero y vicepresidente del Consejo General, al tiempo que ya venía Presidiendo el Consejo Insular de Menorca desde las elecciones locales de 1979.
Después se retiró de la primera línea de la vida política tras la derrota de la UCD en las elecciones de 1982, para regresar como miembro de la Comisión de expertos que revisó el Estatuto de Autonomía de las Islas Baleares de 2007.
En 2006 le fue concedida la Medalla de Oro de la Comunidad Autónoma de las Islas Baleares.